# Lux (Einheit)
Das Lux (Einheitenzeichen lx) ist die SI-Einheit der Beleuchtungsstärke. Der Name ist vom lateinischen Wort lux für „Licht“ abgeleitet.

## Definition

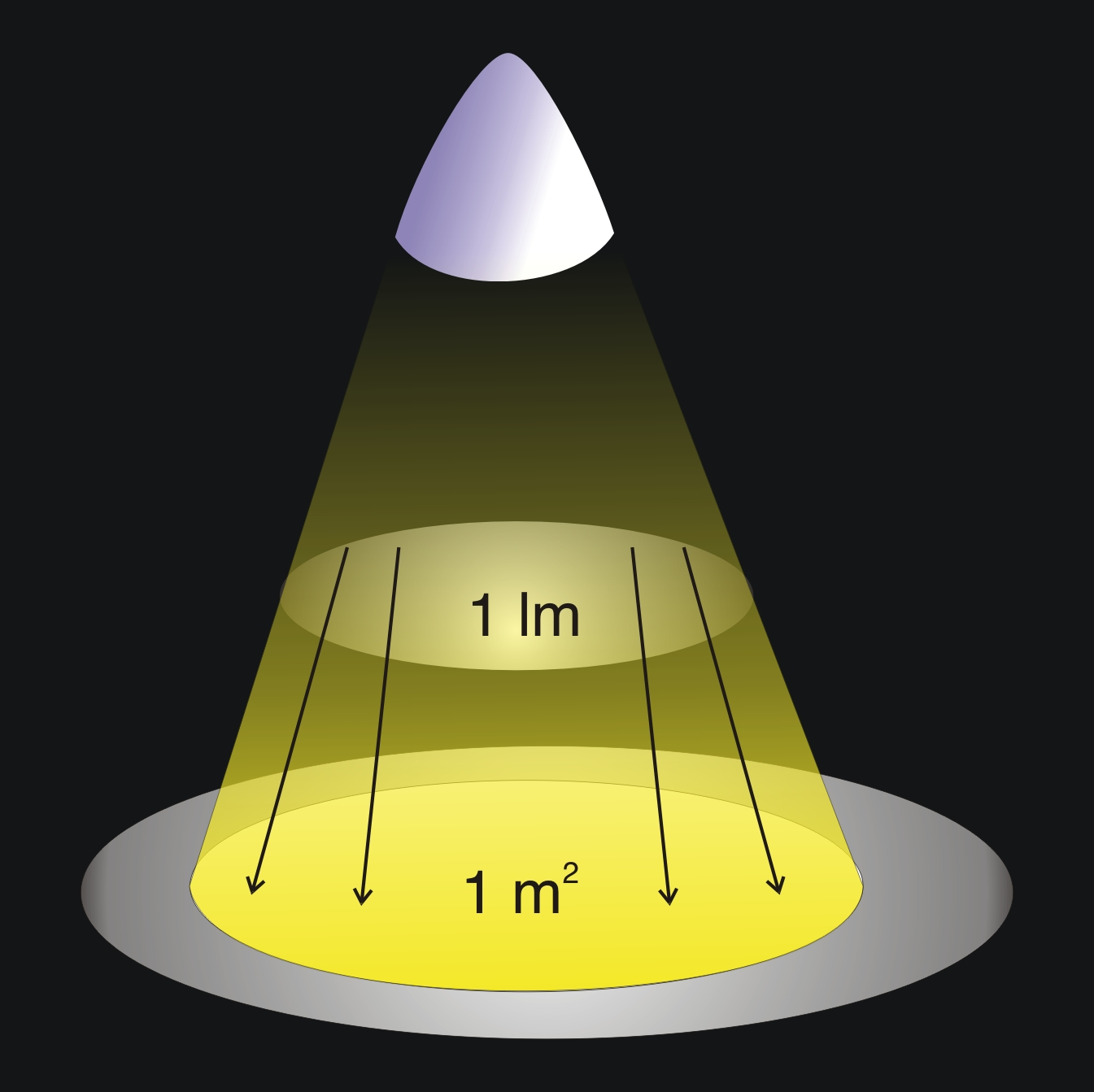
Ein Lichtstrom von 1 Lumen, der auf eine Fläche von 1 m^{2} trifft, beleuchtet diese (gemittelt) mit 1 Lux

Die Maßeinheit Lux  ist definiert als die photometrische Beleuchtung, die ein Lichtstrom von 1 Lumen (lm) erzeugt, wenn er sich gleichmäßig über eine Fläche von 1 Quadratmeter (m2) verteilt:
{\displaystyle \mathrm {1\,lx=1\,{\frac {lm}{m^{2}}}} }
Äquivalent dazu kann man auch formulieren: 1 Lux ist die Beleuchtungsstärke in 1 Meter Entfernung von einer punktförmigen Lichtquelle der Lichtstärke 1 Candela (1 cd).
Die Bezeichnung „Lux“ als spezieller Name für lm/m2 wird allein für Angaben der Beleuchtungsstärke empfohlen, also die empfängerseitige Lichtstromdichte. Die spezifische Lichtausstrahlung als senderseitige Entsprechung wird zwar ebenfalls in lm/m2 angegeben, aber hier soll der Einheitenname „Lux“ nicht verwendet werden.
In der Radiometrie ist das spektral ungewichtete Analogon zur Beleuchtungsstärke die Bestrahlungsstärke, die in W/m2 gemessen wird.

## Geschichte
Die Einheit Lux wurde (zusammen mit dem Lumen und anderen photometrischen Einheiten) 1894 von André-Eugène Blondel vorgeschlagen und 1896 auf dem Internationalen Elektrikerkongress in Genf angenommen. Im Jahr 1948 nahm die 9. Generalkonferenz für Maß und Gewicht diese Einheit und das Symbol in die Liste der von ihr empfohlenen Einheiten auf.